# قورباغه خال‌دار اورگن
قورباغه خال‌دار اورگن (نام علمی: Rana pretiosa) نام یک گونه از تیره قورباغه‌های راستین است.